# Brug 72
Brug 72 en Brug 73 zijn twee vaste bruggen in Amsterdam-Centrum.
De bruggen zijn gelegen in de kaden van de Prinsengracht en voeren over de Reguliersgracht. Brug 73 ligt daarbij aan de stadskant (noordzijde, oneven nummers), brug 72 aan de buitenzijde (zuidzijde, even nummers). De bruggen zijn omringd door gemeentelijke en rijksmonumenten. De bekendsten daarvan zijn twee kerken, De Duif en de Amstelkerk.
De geschiedenis van de bruggen loopt gelijk met die van De Duif (brug 71) in de kade van de Reguliersgracht over de Prinsengracht. Ze werden alle drie min of meer tegelijk aangelegd, vervangen en gerenoveerd. Voor dat laatste kwamen deze bruggen gereed in 1963, twee jaar eerder dan brug 71. Dat werd veroorzaakt door het feit dat ook een andere brug stad uit in renovatie was (in de Weesperstraat. Bij die vernieuwing werden de bruggen weer in hun oude glorie als boogbruggen hersteld, nadat ze ongeveer 90 jaar een uiterlijk hadden van liggerbrug. Men sprak van "terugrestaureren" of "architectonische leugen".  
1 · 2 · 3 · 4 · 5 · 6 · 7 · 8 · 9 · 10 · 11 · 12 · 13 · 14 · 15 · 16 · 17 · 18 · 19 · 20 · 21 · 22 · 23 · 24 · 25 · 26 · 27 · 28 · 29 · 30 · 31 · 32 · 34 · 35 · 36 · 37 · 38 · 39 · 40 · 41 · 42 · 43 · 44 · 45 · 46 · 47 · 48 · 49 · 50 · 51 · 52 · 53 · 54 · 55 · 56 · 57 · 58 · 59 · 60 · 61 · 62 · 63 · 64 · 65 · 66 · 67 · 68 · 69 · 70 · 71 · 72 · 73 · 74 · 75 · 76 · 77 · 78 · 79 · 80 · 81 · 82 · 84 · 85 · 86 · 87 · 88 · 89 · 90 · 91 · 92 · 93 · 94 · 95 · 96 · 97 · 98 · 99 · >>>
Brugnummers 33 en 83 zijn niet (meer) vergeven